# São Martinho das Moitas e Covas do Rio
São Martinho das Moitas e Covas do Rio (llamada oficialmente União das Freguesias de São Martinho das Moitas e Covas do Rio) es una freguesia portuguesa del municipio de São Pedro do Sul, distrito de Viseu.

## Historia
Fue creada el 28 de enero de 2013 en aplicación de una resolución de la Asamblea de la República de Portugal promulgada el 16 de enero de 2013 con la unión de las freguesias de Covas do Rio y São Martinho das Moitas, pasando su sede a estar situada en la antigua freguesia de São Martinho das Moitas.

## Demografía
| Gráfica de evolución demográfica de São Martinho das Moitas e Covas do Rio entre 2011 y 2021 |
|                                                                                              |
| Datos según el nomenclátor publicado por el INE portugués.                                   |